# Jean-Guillaume Béatrix
Pour les articles homonymes, voir Béatrix.
Jean-Guillaume Béatrix, né le 24 mars 1988 à Saint-Priest (Rhône), est un biathlète français qui a commencé sa carrière en 2005. Au cours de sa carrière, il a notamment remporté une médaille d'argent en relais aux Championnats du monde 2012 aux côtés de Simon Fourcade, Martin Fourcade et Alexis Bœuf. En Coupe du monde, il compte une victoire individuelle et huit podiums en relais, dont quatre victoires. Il est le premier médaillé français des Jeux olympiques de Sotchi en 2014, où il obtient la médaille de bronze lors de l'épreuve de la poursuite remportée par Martin Fourcade.

## Carrière

### Juniors
Jean-Guillaume Beatrix connait ses premiers faits d'armes en remportant plusieurs médailles lors des Championnats du monde junior. En 2007, à Martello (Italie), il obtient la médaille de bronze lors de l'épreuve de l'individuel, ainsi que lors du relais. Puis en 2008 à Ruhpolding, il devient Champion du monde Junior de l'Individuel.

### Débuts en Coupe du monde
Jean-Guillaume Béatrix participe à quelques épreuves de Coupe du monde de biathlon dès 2008-2009. Il n'obtient de sélection en équipe de France qu'au coup par coup lors des trois saisons suivantes, à cause de la forte concurrence de Martin Fourcade, Simon Fourcade, Vincent Jay et Loïs Habert.
Lors de la saison 2011-2012, il obtient une quatrième place lors du sprint de Hochfilzen. 
En 2013, il fait preuve d'une meilleure régularité en terminant six fois dans les dix premiers d'épreuves de Coupe du monde et se classant finalement treizième.

### 2014: premiers podiums et médaille olympique
Le 18 janvier 2014, il obtient son premier podium individuel sur la Coupe du monde de biathlon lors de la poursuite disputée à Antholz-Anterselva. Septième du sprint la veille avec un sans-faute, il démarre l'épreuve par trois tirs parfaits et aborde le dernier tir en tête, avec une dizaine de secondes d'avance sur ses poursuivants. Une faute au dernier tir l'empêche de se battre pour la victoire, qui revient à Simon Schempp, mais c'est au courage qu'il va chercher la deuxième place, doublant successivement les Norvégiens Ole Einar Bjørndalen et Henrik L'Abée-Lund dans les derniers hectomètres.
Lors des Jeux olympiques de Sotchi, il termine quatorzième du sprint, puis il réalise une poursuite de haut niveau pour finir à la troisième place, remportant ainsi la médaille de bronze, le titre revenant à son compatriote  Martin Fourcade. Lors de la troisième épreuve, l'Individuel, il figure en tête des classements intermédiaires mais sur le dernier tir, il manque une cible, terminant finalement sixième d'une course où Martin Fourcade remporte son deuxième titre olympique.

### Saison 2015-2016
Au mois de décembre 2015 à Pokljuka, Jean-Guillaume Béatrix remporte sa première épreuve individuelle en Coupe du monde en devançant Emil Hegle Svendsen au sprint lors de la mass start.

### Fin de carrière sportive
Marqué par de petites désillusions sportives et déçu par ses résultats récents, Jean-Guillaume Béatrix prend la décision de raccrocher les skis et la carabine  à la fin de la saison 2017-2018. Sa dernière course s'effectuera lors des championnats de France de Prémanon.

### Reconversion
En août 2018, Jean-Guillaume Béatrix intègre l'encadrement de l'équipe de Belgique de biathlon, comme entraineur. Il quitte son poste à l'été 2022.

## Palmarès

### Jeux olympiques d'hiver
| Épreuve / Édition           | Individuel | Sprint | Poursuite                           | Mass start | Relais | Relais mixte |
| Jeux olympiques 2014 Sotchi | 6e         | 14e    | Médaille de bronze, Jeux olympiques | 17e        | 8e     | 6e           |

Légende :
- : première place, médaille d'or
- : deuxième place, médaille d'argent
- : troisième place, médaille de bronze
- : pas d'épreuve
- — : Non disputée

### Championnats du monde
| Épreuve / Édition          | Individuel | Sprint | Poursuite | Mass start | Relais                    | Relais mixte             |
| Mondiaux 2012 Ruhpolding   | -          | 48e    | 46e       | -          | Médaille d'argent, monde  | -                        |
| Mondiaux 2013 Nové Město   | 13e        | 20e    | 26e       | 7e         | Médaille d'argent, monde  | -                        |
| Mondiaux 2015 Kontiolahti  | 57e        | 39e    | 41e       | -          | Médaille de bronze, monde | Médaille d'argent, monde |
| Mondiaux 2016 Holmenkollen | 30e        | -      | -         | -          | -                         | -                        |
| Mondiaux 2017 Hochfilzen   | 21e        | 27e    | 13e       | 18e        | Médaille d'argent, monde  | -                        |

Légende :
- : première place, médaille d'or
- : deuxième place, médaille d'argent
- : troisième place, médaille de bronze
- : pas d'épreuve
- - : Non disputée

### Coupe du monde

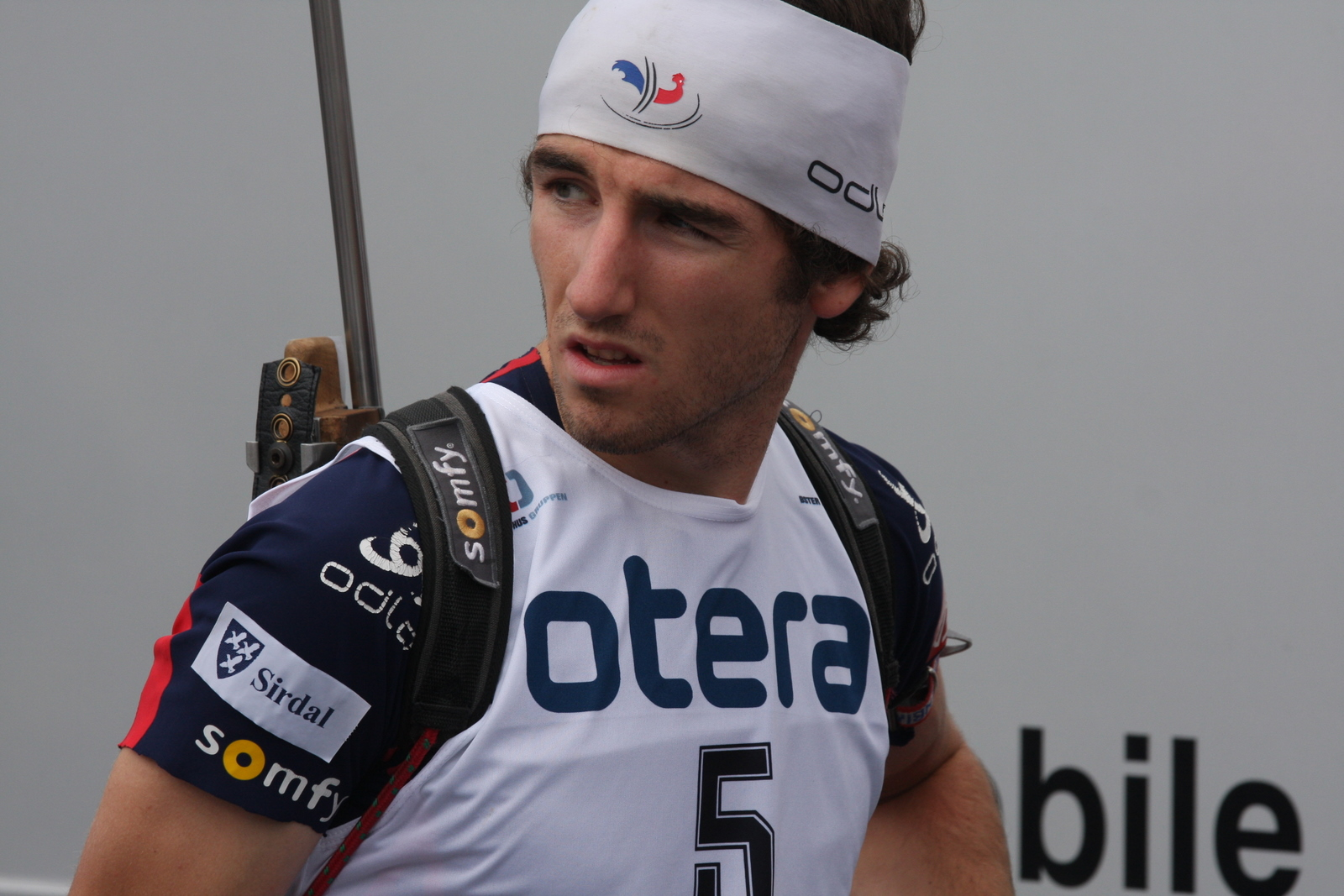
Jean-Guillaume Béatrix en 2009.

- Meilleur classement général final : 13e en 2013.
- 24 podiums :
  - 4 podiums individuels : 1 victoire, 1 deuxième place et 2 troisièmes places[Note 1] ;
  - 18 podiums en relais : 6 victoires, 6 deuxièmes places et 6 troisièmes places ;
  - 2 podiums en relais mixte : 1 victoire et 1 deuxième place.

 Dernière mise à jour le 10 décembre 2017 

#### Différents classements en Coupe du monde
| Saison | Individuel | Individuel | Individuel | Sprint  | Sprint | Sprint   | Poursuite | Poursuite | Poursuite | Départ en masse | Départ en masse | Départ en masse | Général | Général | Général  |
| Saison | Courses    | Points     | Position   | Courses | Points | Position | Courses   | Points    | Position  | Courses         | Points          | Position        | Courses | Points  | Position |
| ------ | ---------- | ---------- | ---------- | ------- | ------ | -------- | --------- | --------- | --------- | --------------- | --------------- | --------------- | ------- | ------- | -------- |
| 07-08  | 0/4        | —          | —          | 1/10    | —      | —        | 0/7       | —         | —         | 0/5             | —               | —               | 1/26    | —       | —        |
| 08-09  | 3/4        | 27         | 49e        | 5/10    | 16     | 78e      | 0/7       | —         | —         | 0/5             | —               | —               | 10/26   | 43      | 74e      |
| 09-10  | 2/4        | —          | —          | 4/10    | 24     | 75e      | 0/6       | —         | —         | 0/5             | —               | —               | 6/25    | 24      | 84e      |
| 10-11  | 1/4        | —          | —          | 6/10    | 49     | 54e      | 3/7       | 38        | 50e       | 1/5             | 20              | 49e             | 11/26   | 107     | 54e      |
| 11-12  | 1/3        | 30         | 37e        | 8/10    | 122    | 27e      | 6/8       | 85        | 32e       | 3/5             | 49              | 31e             | 18/26   | 286     | 29e      |
| 12-13  | 3/3        | 52         | 16e        | 10/10   | 224    | 9e       | 8/8       | 179       | 13e       | 5/5             | 134             | 11e             | 26/26   | 589     | 13e      |
| 13-14  | 2/2        | 16         | 37e        | 9/9     | 209    | 12e      | 7/8       | 160       | 15e       | 3/3             | 93              | 6e              | 21/22   | 478     | 13e      |
| 14-15  | 3/3        | 20         | 43e        | 10/10   | 191    | 18e      | 7/7       | 142       | 17e       | 4/5             | 114             | 14e             | 24/25   | 467     | 20e      |
| 15-16  | 3/3        | 22         | 41e        | 8/9     | 87     | 37e      | 6/8       | 72        | 39e       | 3/5             | 100             | 21e             | 20/25   | 281     | 31e      |
| 16-17  | 3/3        | 43         | 24e        | 9/9     | 135    | 23e      | 8/9       | 175       | 18e       | 5/5             | 168             | 4e              | 25/26   | 521     | 15e      |

- Courses : nombre d'épreuves disputées/nombre total d'épreuves ; Points : nombre de points en Coupe du monde ; Position : classement en Coupe du monde.
- Les épreuves des Jeux olympiques et des championnats de monde sont comptabilisées par l'Union internationale de biathlon (International Biathlon Union ou IBU) comme des épreuves de Coupe du monde.

#### Victoires
| Édition / Épreuve | Sprint | Poursuite | Individuel | Mass start | Total |
| 2015-2016         |        |           |            | Pokljuka   | 1     |
| Total             | 0      | 0         | 0          | 1          | 1     |

### Championnats du monde junior
Jean-Guillaume Béatrix a participé à trois éditions des Championnats du monde junior. Il y remporte trois médailles dont un titre sur l'Individuel en 2008, et deux médailles de bronze en 2007 sur l'Individuel et le relais aux côtés de Martin Fourcade et Yann Guigonnet.
| Épreuve / Édition        | Individuel         | Sprint | Poursuite | Relais             |
| Mondiaux 2007 Martello   | Médaille de bronze | 20e    | 7e        | Médaille de bronze |
| Mondiaux 2008 Ruhpolding | Médaille d'or      | 8e     | 4e        | 5e                 |
| Mondiaux 2009 Canmore    | 4e                 | 7e     | 7e        | 5e                 |

## Décorations
- Chevalier de l'Ordre national du Mérite en 2014[7]